# 陈述 (演员)
陈述（1920年—2006年10月17日），原名陈致通，籍贯浙江省上虞，生于上海，中国电影演员。

## 生平
1935年，进入商务印书馆做练习生的工作。1939年，进入上海邮政管理局服務。
1942年起，加入了多家话剧社演出。
1948年开始担任文華影片公司、大同电影企业公司等电影公司特约演员，出演过《影迷传》、《彩凤双飞》、《彩车曲》等影片。
中华人民共和国成立后，陈述进入上海人民广播电台担任播音员。1951年，陈述与张之搭档，在上海人民广播电台解说了访问上海的苏联男子篮球队的比赛。
1952年，陈述进入上海电影制片厂，第一部影片是《斩断魔爪》。1954年在《渡江侦察记》扮演敌情报处长的角色，一举成名。之後演出过《铁道游击队》、《摇啊摇，摇到外婆桥》等近四十部影片。其中《渡江侦察记》获中华人民共和国文化部1949—1955年优秀影片创作个人一等奖。在1974版《渡江侦察记》中，陈述继续扮演敌情报处长，为该版本中唯一没有更换的演员。1995年获中国电影表演学会“特别荣誉奖”。
2006年10月17日中午11点45分，陈述因病在上海交通大学医学院附属瑞金医院去世。

## 主要作品
- 1948年，《好夫妻》
- 1949年，《影迷传》
- 1951年，《彩凤双飞》
- 1952年，《彩车曲》、《美国之窗》
- 1954年，《斩断魔爪》、《渡江侦察记》
- 1956年，《为了和平》、《母亲》、《铁道游击队》
- 1957年，《海魂》
- 1958年，《老兵新传》、《林家铺子》、《油船火焰》
- 1959年，《聂耳》、《黄浦江的故事》、《今天我休息》、《地下航线》、《乔老爷上轿》
- 1960年，《51号兵站》、《红色娘子军》
- 1962年，《球迷》
- 1963年，《飞刀华》
- 1974年，《渡江侦察记》（彩色片版本）
- 1975年，《难忘的战斗》、《春苗》
- 1976年，《连心坝》、《祖国啊，母亲》
- 1977年，《大刀记》
- 1979年，《神圣的使命》
- 1980年，《爱情啊，你姓什么？》
- 1981年，《诱捕之后》
- 1982年，《开枪，为他送行》、《飞来的女婿》
- 1983年，《蓝盾保险箱》
- 1984年，《四等小站》
- 1986年，《洱海情波》
- 1987年，《末代皇帝》，飾演張景惠
- 1988年，《警官与侦探》
- 1989年，《上海舞女》、《大丈夫的私房钱》
- 1995年《摇啊摇，摇到外婆桥》
- 1997年，《疯狂的兔子》，饰演孟教授
- 1999年，《庭院里的女人》
- 2000年，《鬼子来了》
- 2001年，话剧《霓虹灯下的哨兵》，饰演老K[2]
- 2002年，《家族利益》

## 荣誉
- 1954年，在《渡江侦察记》中扮演敵情報處長的角色，因而獲得中华人民共和国文化部授予“1949—1955年优秀影片创作个人一等奖”。
- 1995年，获中国电影表演学会“特别荣誉奖”。